# Húzásos rendszer
A vevői igény kielégítésének két modelljét különböztetjük meg: a nyomásos és a húzásos rendszert.A húzásos rendszer a lean megvalósításához szükséges öt stratégiai alapelv egyike. Az öt alapelv:
- Érték
- Értékáram
- Áramlás
- Húzásos rendszer
- Folyamatos fejlesztés

A húzásos rendszer lényege a vevői igény alapján történő cselekvés, azaz a végső fogyasztói igényből, a termékből kiindulva határozódig meg a kereslet. A fenti alapelvek a lean stratégiai szintjére utalnak. A lean vállalat ezt a stratégiai szintet az operatív szinten használt eszközökkel egészíti ki.

## A nyomásos rendszer
A nyomásos rendszer, amire általában hagyományos rendszerként is utalnak, nélkülözhetetlen elemei a készletek, amelyek összekötik a vállalati folyamatokat, de egyben el is választják a vállalati folyamatokat a (külső és belső) vevői igénytől. Azonban a rendszer a nagy készletmennyiség átfutási időre gyakorolt negatív hatása miatt rugalmatlan és nehezen finanszírozható. A negatív hatás tovább fokozódik és rendszer kevésbé fenntartható, ha a választék növekedése miatt egyre többféle készlettel kell dolgozni.

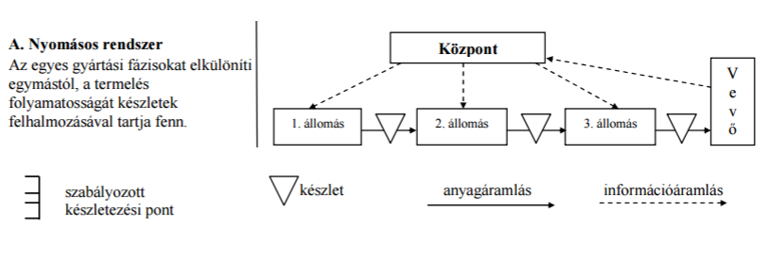
Nyomásos stratégia

## A húzásos rendszer
A húzásos rendszer fő megkülönböztetője a nyomásos rendszertől, hogy itt ismert vevői igény indítja el a vállalati folyamatokat, és az egyes vállalati folyamatokat az igényből származtatott utasítások vezérlik. A vevői várakozás ideje függ az egyes lépések műveleti idejének összehangolásától és a hosszától. A húzásos rendszer egyik szélsőséges esete a rendelésre gyártás, amikor lényegében a konkrét vevői igény indítja el a folyamatot. Ennek a rendszernek a legfőbb problémája, hogy a vevőnek szükséges kivárnia a teljesítési időt, azaz a beszerzést, a transzformációs folyamatot, a kiszállítást és a teljesítést. Ilyen lehet például egy komplex beruházást előkészítő tanácsadói munka vagy akár egy prémium kategóriába tartozó gépjármű is.

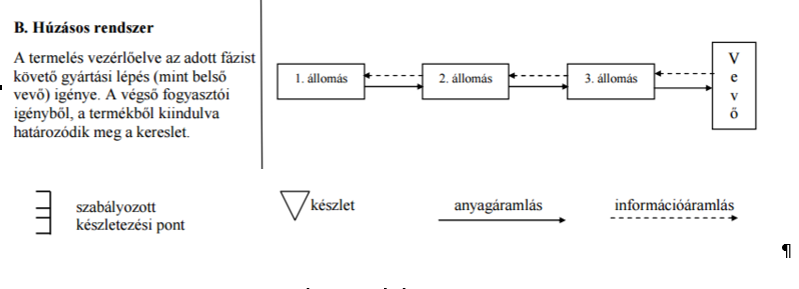
Húzásos rendszer

## A fogyasztásvezérelt rendszer
A húzásos rendszer legnagyobb hátránya, hogy a vevőnek várnia kell, azonban a vevők leggyakrabban nem hajlandók várni, de elvárják a gyors és rugalmas teljesítést. Ezt a környezetet kezeli a fogyasztásvezérelt rendszer. A rendszer központi eleme egy szabályozott készletezési pont, a lean terminológiában ezt szupermarketnek nevezik. A rendszer a vevőt ebből a pontból elégíti ki, így a vevői igény azonnal teljesíthető. A szupermarketből történő fogyás jelzi a beszállítói folyamatnak, hogy szükséges a fogyásnak megfelelő mennyiség utánpótlása. Szintén fontos a szupermarket méretének meghatározása, mivel szükséges, hogy a pótlásig is kielégíthető legyen a vevői igény. E rendszer lényege tehát, hogy a szabályozott készletezési pont, illetve a belső folyamatok összehangolása kiküszöböli a túltermelést, így megvalósítva a vevői igényre történő gyártást. Továbbá megvédi a folyamatokat a vevő igény ingadozásával okozott működési problémáktól, ugyanis a hagyományos húzásos rendszerben egy kisebb ingadozás is a termelési terv újragondolásához vezet, mivel az eredeti rendszer maximum 10-20%-os ingadozást képes csak kezelni. Szabályozott készletezési pontot nem csak vevő relációban, de a belső folyamatok között, illetve a beszállító irányába is létre lehet hozni.

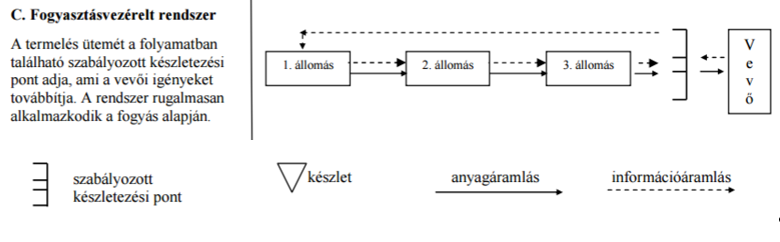
Fogyasztásvezérelt rendszer

A lean menedzsment egyik alaptétele, hogy a termék előállítása nem kezdődhet meg vevői igény nélkül. A lean szemlélet elvárásának a húzásos rendszer felel meg leginkább, de a fogyasztásvezérelt rendszer is részben megfelelő. A gyakorlatban az utóbbi terjedt el, míg húzásos rendszert tartják az ideális célnak. A vállalati folyamatokban általában a több rendszer is jelen van párhuzamosan, sőt a lean cégeknél is előfordul, hogy egyes termékeknél a hagyományos megközelítést alkalmazzák.

## A húzásos rendszer és az anyagszükséglet-tervezés (MRP) kapcsolata
A lean ismeretében úgy tűnhet, hogy a lean húzásos rendszer (JIT) szemben áll az MRP működési logikájával, azaz a lean a húzásos rendszer elveit igyekszik megvalósítani, míg az anyagszükséglet-tervezés a nyomásos rendszerben használatos. Azonban a lean menedzsment sokkal több mint egy tevékenységtervezési és -irányítási rendszer, azaz az értékteremtő folyamatok egészét átható stratégia, amely természetesen kiterjed a folyamatok tervezésére, irányítására és ütemezésére is. Ezzel szemben az MRP lényegében „csak” egy tervezési és irányítási „kalkuláció”, ami rugalmatlansága miatt merev keretet szab a vállalati folyamatoknak. Így akár lean keretek között is jól használható a tervezésben, de az irányításban gyenge, azaz, ha megfelelő termékeket, illetve megfelelő feladatokat rendelünk a leanhez és az MRP-hez, akkor jól kiegészítik és támogatják egymást. Ez azzal magyarázható, hogy az MRP egyik erénye, hogy jól tőri a komplexitást, mind alkatrészek és végtermékek terén, továbbá a ritkán és alacsony volumenben előállított termékekre is jól használható. Ezzel szemben a húzásos rendszer kevésbé képes választ adni olyan keresleti változásokra, amikor az opciók és alkatrészek száma nő. A lean rendszer azokat a termékterveket kedveli, amelyek nagyszámú közös alkatrészre egyszerűbb termék-struktúrákat építenek. Tehát lényegében különböző termékekre különböző rendszerek a megfelelőek. Összességében elmondható, hogy az MRP irányításra valójában csak a különleges termékek esetében van szükség, mivel a húzásos rendszer számára a tömegszerűség a kedvezőbb, ezért itt nem használható eredményesen.
Fontos kérdés, hogy mikor érdemes húzásos rendszert alkalmazni és mikor a kettő kombinációját. Ahhoz, hogy dönteni tudjunk szükséges a termelési folyamatok és termékek alapos vizsgálata. A húzásos rendszerbe azon egyszerű termékeket érdemes bevenni, amelyek gyártási folyamata is egyszerű, illetve gyártásukat nagyban ismétlődő útvonal jellemezi. Amennyiben a termékek és útvonalak egyre komplexebbé válnak, illetve az egyes alkatrészek felhasználása egyre rendszertelenebbé válik, úgy a húzásos ütemezés használhatósága egyre csökken. A komplexitás növekedésével megjelenik az igény az MRP és a húzásos rendszer kombinációjára, majd egy bizonyos szintet követően már csak az anyagszükséglet tervezési rendszer használható. Egyes esetekben, mint például építési projekteknél hálózati módszerek alkalmazása is indokolt lehet, ilyen program például a PERT (program értékelő és áttekintő technika – program evaluation and review technique).

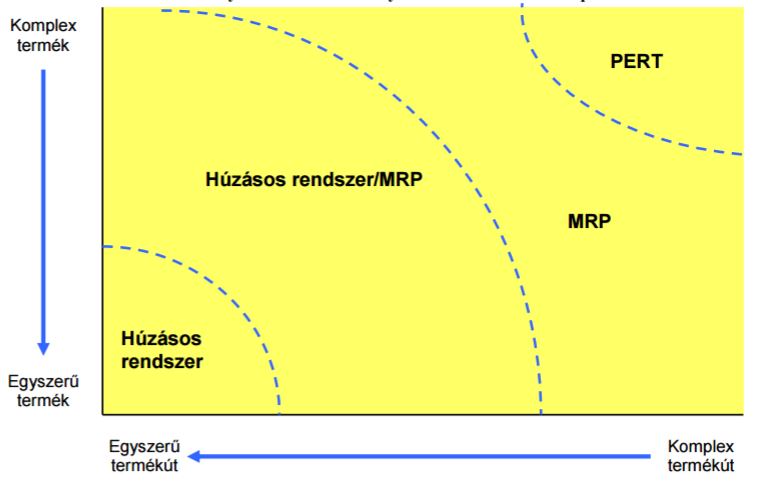
MRP rendszer